# Euclidina cuspidea
Euclidina cuspidea là một loài bướm đêm trong họ Noctuidae.